# M219
De M219 is een type bunker, in 1944 aangelegd door de Duitse bezetter. Deze moest dienen voor de verdediging van de kust in Den Helder. 

## Geschiedenis
Er zijn slechts twee van dit soort bunkers over geheel de Atlantikwall gebouwd, beide staan in Julianadorp. Uiteindelijk moest de bunker onder het zand liggen, op het kanon en de deur na. Vanaf zee mocht alleen het kanon nog zichtbaar zijn. Omdat de bunkers vrij laat in de oorlog zijn gebouwd, is er maar een ook daadwerkelijk in gebruik geweest. Beide zijn echter nooit voltooid. De bunker is niet meer in al te goede staat. Daarom werkt een team van vrijwilligers aan de restauratie van de bunker. De M219 staat voor: M=Marine 219=Het type bunker. De tweede bunker is niet toegankelijk voor de vrijwilligers, omdat er een beschermde vogel in broedt, de tapuit.

## Specificaties
Het kanon komt van de slagkruiser de Gneisenau. Daarom heeft het kanon de naam: Gneisenau B toren. Gegevens van het kanon: Gneisenau B toren, geschut: 15 cm / 55 -C 28 in dubbelaffuit. (Drehturmlafette C 34), Lengte van de loop: 8,25 meter, snelheid van de granaat: 875 meter per seconde, levensduur van de loop: 1100 schoten, gewicht van de granaat: 45,3 kg, maximale reikwijdte: 23 kilometer, vuursnelheid: 8 schoten per minuut per loop, gewicht van de toren: 120 ton.